# Venezuelas ambassad i Stockholm
Venezuelas ambassad i Stockholm har upphört. Landet har ej längre representation i Sverige. Istället företräds landet av dess ambassad i Oslo.  Venezuela öppnade ett konsulat i Stockholm 1948, vilket uppgraderades till ambassad 1961. För närvarande har Sverige ingen ambassadör från Venezuela. Även om landet har en ambassad i Norge för Norden saknas utsedd ambassadör

## Beskickningschefer
| Namn                   | Period    | Funktion             |
| ---------------------- | --------- | -------------------- |
| ?                      | ????-???? | Ambassadör           |
| Milena Bolivar Santana | 2014-?    | Ambassadör           |
| Ambassadör saknas      | 2018-     | Saknas i hela Norden |